# Todarodes pacificus
Todarodes pacificus là một loài mực ống trong họ Ommastrephidae. Loài mực này sinh sống ở phía bắc Thái Bình Dương, trong khu vực xung quanh Nhật Bản, đến bờ biển của Trung Quốc sang Nga, sau đó lan rộng trên eo biển Bering về phía bờ biển Alaska và bờ biển của Canada. Chúng có xu hướng chụm lại quanh khu vực trung bộ Việt Nam.